# 江戸川水閘門

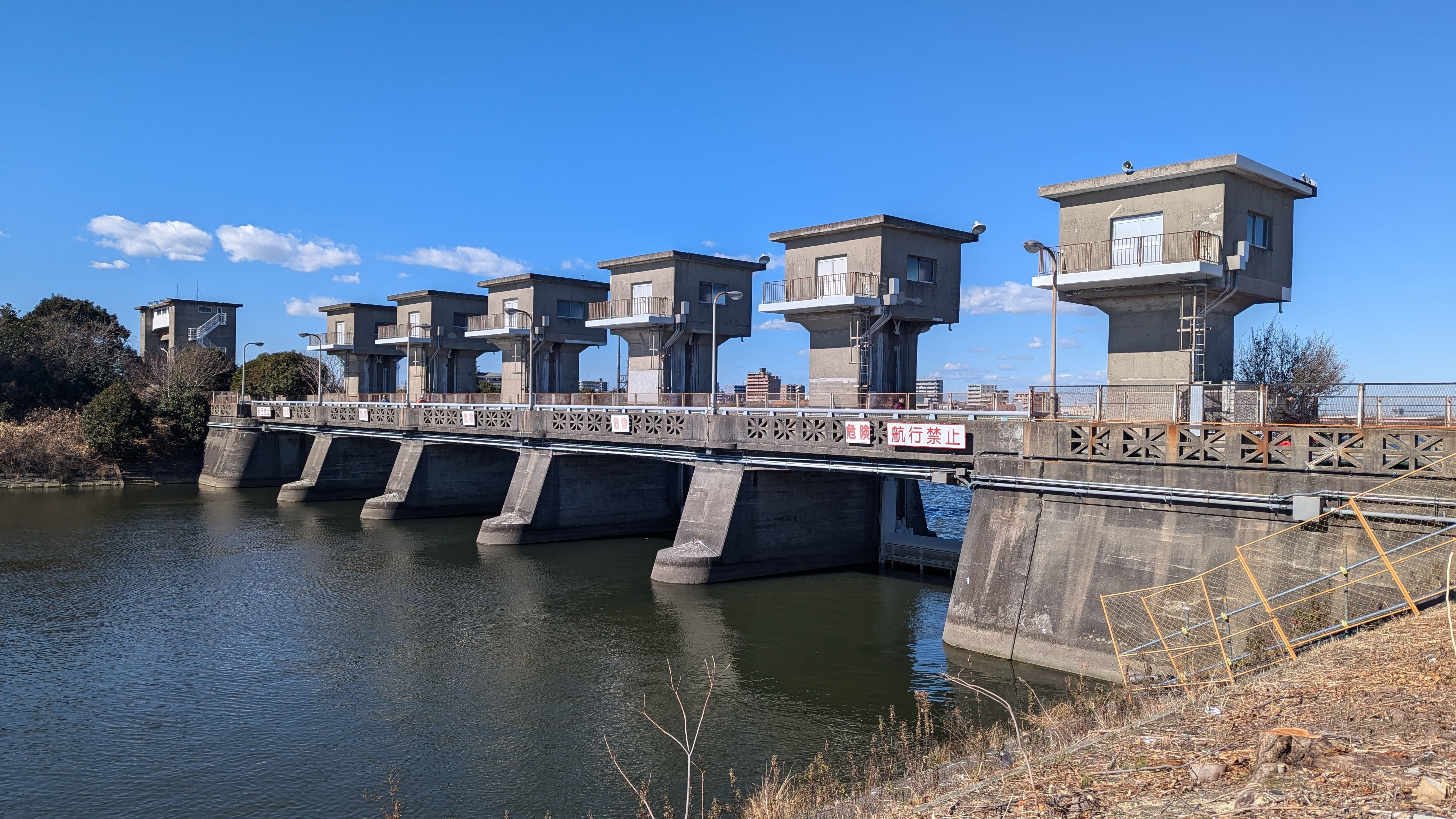
下流側から外観(2025年)

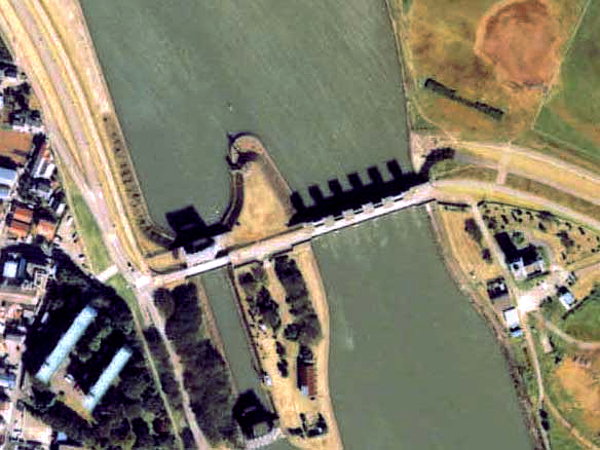
航空写真（1989年）。

江戸川水閘門（えどがわすいこうもん）は、旧江戸川を仕切る水門（旧江戸川河口から9.3km地点）。
東京都江戸川区東篠崎町と千葉県市川市河原の間に位置する（現地付近は区市境界未定につき、正確には両区市にまたがっているとはいえない）。
船が通るための閘門を併設しているため"水閘門"の名がついているが、一般には単に江戸川水門、あるいは地元の地名をとって篠崎水門などと通称される。すぐ上流には江戸川本川である江戸川放水路との分岐点がある。
1936年に着工し、1943年3月に竣工。その後、地盤沈下や腐食のため、1970年から1972年にかけてゲートや操作室の改修を行なっている。
2022年3月3日の国土交通省関東整備局・計画段階評価検討委員会において、老朽化した江戸川水閘門を撤去し、同じ機能を持つ水閘門を改築する案が了承された。（事業費：540億円）同年5月よりプロポーザルを公告し、早期の事業化を目指している。

## 目的
建設された当初の目的は、以下の五点であった。

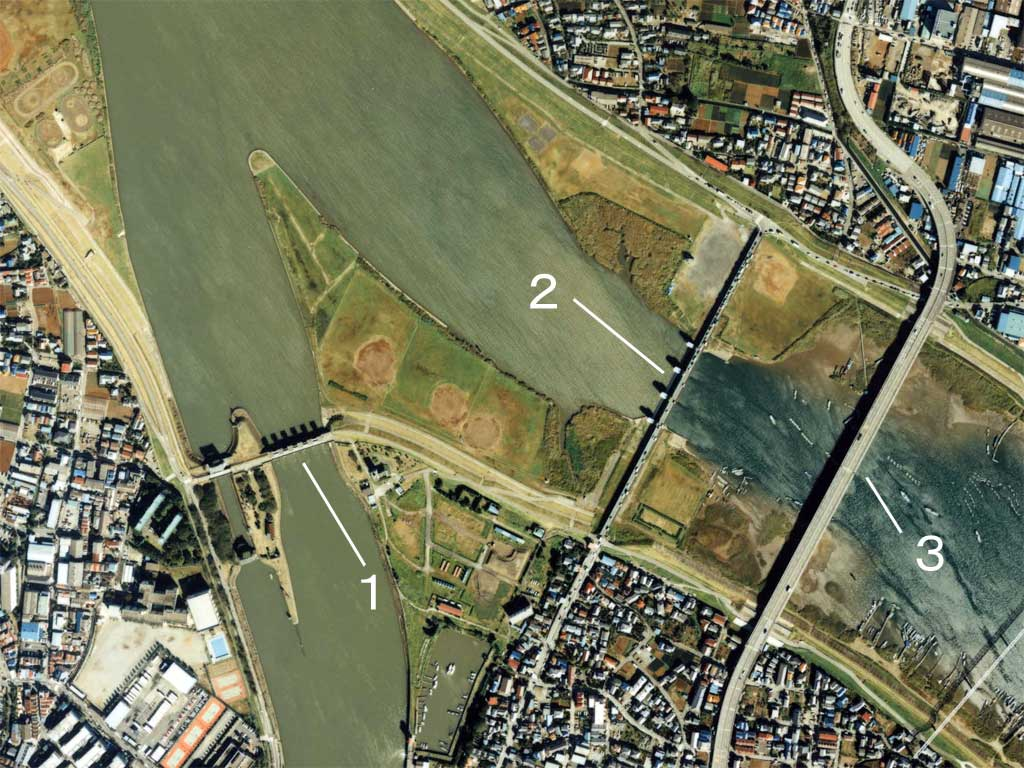
周囲の航空写真（1989年）。江戸川水閘門のすぐ上流に江戸川と旧江戸川の分岐があるのがわかる。1.江戸川水閘門 2.行徳可動堰 3.新行徳橋

1. 洪水時に毎秒1000立方メートルを旧江戸川に分派させること
2. 塩害防止と上流での水道用水取水のため、東京湾からの塩水の遡上を防止すること
3. 都市用水の安定供給のため、行徳可動堰と連携して上流の水位を確保すること
4. 平常時における旧江戸川の流量を確保すること
5. 舟運の便を阻碍しないこと

その後、1979年に河川計画が変更され、洪水時の旧江戸川への分派は計画上はゼロとなった（江戸川放水路からすべて放水することになる）。しかし、行徳可動堰の改修が完了するまでの暫定措置として実際には分派が行なわれている。

## 利用
近世より江戸川は江戸に向かうための重要な水路であり、流通幹線であったため船が盛んに行き来する川であったが、現在もプレジャーボートや水上バス、屋形船などの船が閘門を通過している。
また、付近の堤防には桜並木があり、春には周辺住民の目を楽しませている。
水門の上を通って歩行者や自転車は対岸へ往き来できるが、車両の通行はできない。